# Coppa del Mondo di freestyle 2012
La Coppa del Mondo di freestyle 2012 è iniziata il 10 dicembre 2011 ed è terminata il 18 marzo 2012. La Coppa del Mondo organizzata dalla F.I..S. ha visto gli atleti, sia uomini che donne, competere nelle discipline del freestyle, ovvero: salti, gobbe, halfpipe, ski cross e slopestyle. Alla fine del calendario di gare oltre alla Coppa del Mondo generale, sono state assegnate anche le Coppe del Mondo delle singole discipline.
La stagione è stata funestata dall'incidente mortale occorso il 10 marzo 2012 al canadese Nick Zoricic specialista dello ski cross, deceduto in seguito alla caduta occorsagli mentre stava disputando una competizione nella località svizzera di Grindelwald.
Al termine del calendario di gare la Coppa del Mondo assoluta è stata aggiudicata al freestyler canadese Mikaël Kingsbury ed alla statunitense Hannah Kearney.

## Uomini
| Data             | Luogo                       | Di. | Primo              | Secondo                | Terzo                 |
| 9 dicembre 2011  | Copper Mountain, USA        | HP  | Wing Tai Barrymore | Torin Yater-Wallace    | Duncan Adams          |
| 10 dicembre 2011 | Ruka, Finlandia             | MO  | Mikaël Kingsbury   | Sho Kashima            | Anthony Benna         |
| 17 dicembre 2011 | San Candido, Italia         | SX  | Brady Leman        | Egor Korotkov          | David Duncan          |
| 18 dicembre 2011 | San Candido, Italia         | SX  | Andreas Matt       | Egor Korotkov          | Alex Fiva             |
| 20 dicembre 2011 | Méribel, Francia            | DM  | Mikaël Kingsbury   | Anthony Benna          | Sho Kashima           |
| 7 gennaio 2012   | St. Johann, Austria         | SX  | Alex Fiva          | Brady Leman            | Daniel Bohnacker      |
| 11 gennaio 2012  | Alpe d'Huez, Francia        | SX  | Filip Flisar       | Christopher Del Bosco  | Lars Lewén            |
| 14 gennaio 2012  | Mont Gabriel, Canada        | DM  | Mikaël Kingsbury   | Jeremy Cota            | Sergej Volkov         |
| 15 gennaio 2012  | Mont Gabriel, Canada        | AE  | Pavel Krotov       | Olivier Rochon         | Naoya Tabara          |
| 15 gennaio 2012  | Les Contamines, Francia     | SX  | Alex Fiva          | Didrik Bastian Juell   | Mick Zoricic          |
| 19 gennaio 2012  | Lake Placid, USA            | MO  | Mikaël Kingsbury   | Patrick Deneen         | Philippe Marquis      |
| 20 gennaio 2012  | Lake Placid, USA            | AE  | Jia Zongyang       | Liu Zhongqing          | Anton Kušnir          |
| 21 gennaio 2012  | Lake Placid, USA            | AE  | Thomas Lambert     | Renato Ulrich          | Petr Medulič          |
| 28 gennaio 2012  | Calgary, Canada             | MO  | Mikaël Kingsbury   | Jeremy Cota            | Sho Kashima           |
| 29 gennaio 2012  | Calgary, Canada             | AE  | Olivier Rochon     | Qi Guangpu             | Liu Zhongqing         |
| 2 febbraio 2012  | Deer Valley, USA            | MO  | Mikaël Kingsbury   | Alexandre Bilodeau     | Vjniar Slatten        |
| 3 febbraio 2012  | Blue Mountain, Canada       | SX  | Brady Leman        | Christopher Del Bosco  | Andreas Matt          |
| 3 febbraio 2012  | Deer Valley, USA            | AE  | Jia Zongyang       | Dylan Ferguson         | Olivier Rochon        |
| 4 febbraio 2012  | Deer Valley, USA            | DM  | Sergej Volkov      | Mikaël Kingsbury       | Andrey Volkov         |
| 11 febbraio 2012 | Beida Lake, Cina            | MO  | Qi Guangpu         | Jia Zongyang           | Olivier Rochon        |
| 12 febbraio 2012 | Beida Lake, Cina            | AE  | Mikaël Kingsbury   | Dmitriy Reiherd        | Philippe Marquis      |
| 17 febbraio 2012 | Kreischberg, Austria        | AE  | Scotty Bahrke      | Maksim Huscik          | Dylan Ferguson        |
| 18 febbraio 2012 | Naeba, Giappone             | MO  | Mikaël Kingsbury   | Jeremy Cota            | Cedric Rochon         |
| 19 febbraio 2012 | Naeba, Giappone             | DM  | Patrick Deneen     | Mikaël Kingsbury       | Philippe Marquis      |
| 25 febbraio 2012 | Jyväskylä, Finlandia        | SS  | Cyrill Hunziker    | Antti-Jussi Kemppainen | Per Kristian Hunder   |
| 25 febbraio 2012 | Minsk/Raubichi, Bielorussia | AE  | Stanislav Kravčuk  | Oleksandr Abramenko    | Thomas Lambert        |
| 25 febbraio 2012 | Bischofswiesen, Germania    | SX  | Tristan Tafel      | John Teller            | Christopher Del Bosco |
| 26 febbraio 2012 | Bischofswiesen, Germania    | SX  | Filip Flisar       | David Duncan           | Jean-Frédéric Chapuis |
| 3 marzo 2012     | Branäs, Svezia              | SX  | Jouni Pellinen     | Filip Flisar           | Andreas Matt          |
| 9 marzo 2012     | Åre, Svezia                 | MO  | Philippe Marquis   | Mikaël Kingsbury       | Shō Endō              |
| 10 marzo 2012    | Åre, Svezia                 | DM  | Patrick Deneen     | Jeremy Cota            | Mikaël Kingsbury      |
| 10 febbraio 2012 | Mosca, Russia               | AE  | Jia Zongyang       | Dzjanis Osipaŭ         | Olivier Rochon        |
| 10 marzo 2012    | Grindelwald, Svizzera       | SX  | Filip Flisar       | John Teller            | Didrik Bastian Juell  |
| 11 marzo 2012    | Grindelwald, Svizzera       | SX  | annullata          | annullata              | annullata             |
| 17 marzo 2012    | Hasliberg, Svizzera         | SX  | annullata          | annullata              | annullata             |
| 17 marzo 2012    | Myrdalen-Voss, Norvegia     | AE  | Dzmitryj Daščynski | Zhou Hang              | Oleksandr Abramenko   |
| 18 marzo 2012    | Megève, Francia             | MO  | Patrick Deneen     | Mikaël Kingsbury       | Marc-Antoine Gagnon   |

Legenda:
- AE = Salti
- HP = Halfpipe
- MO = Gobbe
- DM = Gobbe in parallelo
- SS = Slopestyle
- SX = Skicross

### Classifica generale
| Pos. | Nome                  | Nazione     | Punti |
| ---- | --------------------- | ----------- | ----- |
| 1    | Mikaël Kingsbury      | Canada      | 91    |
| 2    | Patrick Deneen        | Stati Uniti | 55    |
| 3    | Olivier Rochon        | Canada      | 54    |
| 4    | Jeremy Cota           | Stati Uniti | 52    |
| 5    | Filip Flisar          | Slovenia    | 48    |
| 6    | Jia Zongyang          | Cina        | 45    |
| 7    | Brady Leman           | Canada      | 44    |
| 8    | Alex Fiva             | Svizzera    | 43    |
| 9    | Philippe Marquis      | Canada      | 40    |
| 10   | Christopher Del Bosco | Canada      | 40    |

### Salti
| Pos. | Nome           | Nazione     | Punti |
| ---- | -------------- | ----------- | ----- |
| 1    | Olivier Rochon | Canada      | 543   |
| 2    | Jia Zongyang   | Cina        | 452   |
| 3    | Thomas Lambert | Svizzera    | 392   |
| 4    | Dylan Ferguson | Stati Uniti | 371   |
| 5    | Lui Zhongqing  | Cina        | 331   |

### Gobbe
| Pos. | Nome                | Nazione     | Punti |
| ---- | ------------------- | ----------- | ----- |
| 1    | Mikaël Kingsbury    | Canada      | 1180  |
| 2    | Patrick Deneen      | Stati Uniti | 715   |
| 3    | Jeremy Cota         | Stati Uniti | 674   |
| 4    | Philippe Marquis    | Canada      | 515   |
| 5    | Marc-Antoine Gagnon | Canada      | 449   |

### Skicross
| Pos. | Nome                  | Nazione  | Punti |
| ---- | --------------------- | -------- | ----- |
| 1    | Filip Flisar          | Slovenia | 482   |
| 2    | Brady Leman           | Canada   | 443   |
| 3    | Alex Fiva             | Svizzera | 434   |
| 4    | Christopher Del Bosco | Canada   | 396   |
| 5    | Andreas Matt          | Austria  | 393   |

### Halfpipe
| Pos. | Nome                | Nazione     | Punti |
| ---- | ------------------- | ----------- | ----- |
| 1    | David Wise          | Stati Uniti | 140   |
| 2    | Torin Yater-Wallace | Stati Uniti | 125   |
| 3    | Wing Tai Barrymore  | Stati Uniti | 100   |
| 4    | Noah Bowman         | Canada      | 80    |
| 5    | Tucker Perkins      | Stati Uniti | 71    |

### Slopestyle
| Pos. | Nome                   | Nazione     | Punti |
| ---- | ---------------------- | ----------- | ----- |
| 1    | Cyrill Hunziker        | Svizzera    | 100   |
|      | Thomas Wallisch        | Stati Uniti | 100   |
| 3    | Antti-Jussi Kemppainen | Finlandia   | 81    |
| 4    | Alex Bellemare         | Canada      | 80    |
| 5    | Colby West             | Stati Uniti | 53    |

## Donne
| Data             | Luogo                       | Di. | Primo                   | Secondo                 | Terzo                   |
| 9 dicembre 2011  | Copper Mountain, USA        | HP  | Brita Sigourney         | Rosalind Groenewoud     | Virginie Faivre         |
| 10 dicembre 2011 | Ruka, Finlandia             | MO  | Hannah Kearney          | Eliza Outtrim           | Nikola Sudová           |
| 17 dicembre 2011 | San Candido, Italia         | SX  | Kelsey Serwa            | Sanna Lüdi              | Marielle Thompson       |
| 18 dicembre 2011 | San Candido, Italia         | SX  | Kelsey Serwa            | Sanna Lüdi              | Katrin Müller           |
| 20 dicembre 2011 | Méribel, Francia            | DM  | Hannah Kearney          | Justine Dufour-Lapointe | Heather McPhie          |
| 7 gennaio 2012   | St. Johann, Austria         | SX  | Ophélie David           | Anna Wörner             | Alizée Baron            |
| 11 gennaio 2012  | Alpe d'Huez, Francia        | SX  | Sanna Lüdi              | Marielle Thompson       | Andrea Limbacher        |
| 14 gennaio 2012  | Mont Gabriel, Canada        | DM  | Hannah Kearney          | Justine Dufour-Lapointe | Ekaterina Stoljarova    |
| 15 gennaio 2012  | Mont Gabriel, Canada        | AE  | Ol'ha Volkova           | Emily Cook              | Laura Peel              |
| 15 gennaio 2012  | Les Contamines, Francia     | SX  | Sanna Lüdi              | Alizée Baron            | Ophélie David           |
| 19 gennaio 2012  | Lake Placid, USA            | MO  | Hannah Kearney          | Justine Dufour-Lapointe | Nikola Sudová           |
| 20 gennaio 2012  | Lake Placid, USA            | AE  | Xu Mengtao              | Cheng Shuang            | Kong Fanyu              |
| 21 gennaio 2012  | Lake Placid, USA            | AE  | Xu Mengtao              | Cheng Shuang            | Kong Fanyu              |
| 28 gennaio 2012  | Calgary, Canada             | MO  | Hannah Kearney          | Justine Dufour-Lapointe | K. C. Oakley            |
| 29 gennaio 2012  | Calgary, Canada             | AE  | Xu Mengtao              | Cheng Shuang            | Ol'ha Volkova           |
| 2 febbraio 2012  | Deer Valley, USA            | MO  | Hannah Kearney          | Heather McPhie          | Britteny Cox            |
| 3 febbraio 2012  | Blue Mountain, Canada       | SX  | Marielle Thompson       | Katrin Ofner            | Katrin Müller           |
| 3 febbraio 2012  | Deer Valley, USA            | AE  | Xu Mengtao              | Cheng Shuang            | Kong Fanyu              |
| 4 febbraio 2012  | Deer Valley, USA            | DM  | Hannah Kearney          | Justine Dufour-Lapointe | Heather McPhie          |
| 11 febbraio 2012 | Beida Lake, Cina            | MO  | Zhang Xin               | Xu Mengtao              | Cheng Shuang            |
| 12 febbraio 2012 | Beida Lake, Cina            | AE  | Hannah Kearney          | Justine Dufour-Lapointe | Yulïya Galışeva         |
| 17 febbraio 2012 | Kreischberg, Austria        | AE  | Laura Peel              | Ol'ha Volkova           | Yang Yu                 |
| 18 febbraio 2012 | Naeba, Giappone             | MO  | Hannah Kearney          | Audrej Robichaud        | Justine Dufour-Lapointe |
| 19 febbraio 2012 | Naeba, Giappone             | DM  | Audrej Robichaud        | Aiko Uemura             | Miki Itō                |
| 24 febbraio 2012 | Jyväskylä, Finlandia        | SS  | Linn-Ida Murud          | Eveline Bhend           | Natália Šlepecká        |
| 25 febbraio 2012 | Minsk/Raubichi, Bielorussia | AE  | Yang Yu                 | Tanja Schärer           | Zhang Xin               |
| 25 febbraio 2012 | Bischofswiesen, Germania    | SX  | Andrea Limbacher        | Ophélie David           | Alizée Baron            |
| 26 febbraio 2012 | Bischofswiesen, Germania    | SX  | Katrin Müller           | Ophélie David           | Marielle Thompson       |
| 3 marzo 2012     | Branäs, Svezia              | SX  | Marielle Thompson       | Emilie Serain           | Ophélie David           |
| 9 marzo 2012     | Åre, Svezia                 | MO  | Hannah Kearney          | Justine Dufour-Lapointe | Arisa Murata            |
| 10 marzo 2012    | Åre, Svezia                 | DM  | Hannah Kearney          | Nikola Sudová           | Heather McPhie          |
| 10 marzo 2012    | Mosca, Russia               | AE  | Kong Fanyu              | Xu Mengtao              | Cheng Shuang            |
| 11 marzo 2012    | Grindelwald, Svizzera       | SX  | Marielle Thompson       | Marija Komissarova      | Marte Høie Gjefsen      |
| 11 marzo 2012    | Grindelwald, Svizzera       | SX  | annullata               | annullata               | annullata               |
| 17 marzo 2012    | Hasliberg, Svizzera         | SX  | annullata               | annullata               | annullata               |
| 17 marzo 2012    | Myrdalen-Voss, Norvegia     | AE  | Xu Mengtao              | Cheng Shuang            | Zhang Xin               |
| 18 marzo 2012    | Megève, Francia             | MO  | Justine Dufour-Lapointe | Miki Itō                | Chloé Dufour-Lapointe   |

Legenda:
- AE = Salti
- MO = Gobbe
- DM = Gobbe in parallelo
- SS = Slopestyle
- SX = Skicross

### Classifica generale
| Pos. | Nome                    | Nazione     | Punti |
| ---- | ----------------------- | ----------- | ----- |
| 1    | Hannah Kearney          | Stati Uniti | 92    |
| 2    | Xu Mengtao              | Cina        | 66    |
| 3    | Marielle Thompson       | Canada      | 59    |
| 4    | Justine Dufour-Lapointe | Canada      | 563   |
| 5    | Ophélie David           | Francia     | 53    |
| 6    | Cheng Shuang            | Cina        | 52    |
| 7    | Ol'ha Volkova           | Ucraina     | 48    |
| 8    | Nikola Sudová           | Rep. Ceca   | 43    |
| 9    | Katrin Müller           | Svizzera    | 42    |
| 10   | Heather McPhie          | Stati Uniti | 41    |

### Salti
| Pos. | Nome          | Nazione   | Punti |
| ---- | ------------- | --------- | ----- |
| 1    | Xu Mengtao    | Cina      | 660   |
| 2    | Cheng Shuang  | Cina      | 520   |
| 3    | Ol'ha Volkova | Ucraina   | 480   |
| 4    | Laura Peel    | Australia | 407   |
| 5    | Tanja Schärer | Svizzera  | 394   |

### Gobbe
| Pos. | Nome                    | Nazione     | Punti |
| ---- | ----------------------- | ----------- | ----- |
| 1    | Hannah Kearney          | Stati Uniti | 1195  |
| 2    | Justine Dufour-Lapointe | Canada      | 732   |
| 3    | Nikola Sudová           | Rep. Ceca   | 565   |
| 4    | Heather McPhie          | Stati Uniti | 533   |
| 5    | Chloé Dufour-Lapointe   | Canada      | 522   |

### Skicross
| Pos. | Nome              | Nazione  | Punti |
| ---- | ----------------- | -------- | ----- |
| 1    | Marielle Thompson | Canada   | 590   |
| 2    | Ophélie David     | Francia  | 530   |
| 3    | Katrin Müller     | Svizzera | 423   |
| 4    | Sanna Lüdi        | Svizzera | 389   |
| 5    | Andrea Limbacher  | Austria  | 388   |

### Halfpipe
| Pos. | Nome                | Nazione     | Punti |
| ---- | ------------------- | ----------- | ----- |
| 1    | Brita Sigourney     | Stati Uniti | 200   |
| 2    | Rosalind Groenewoud | Canada      | 160   |
| 3    | Maddie Bowman       | Stati Uniti | 110   |
| 4    | Devin Logan         | Stati Uniti | 79    |
| 5    | Anaïs Caradeux      | Francia     | 77    |

### Slopestyle
| Pos. | Nome           | Nazione     | Punti |
| ---- | -------------- | ----------- | ----- |
| 1    | Linn-Ida Murud | Norvegia    | 100   |
|      | Kaya Turski    | Canada      | 100   |
| 3    | Devin Logan    | Stati Uniti | 80    |
|      | Eveline Bhend  | Svizzera    | 80    |
| 5    | Chiho Takao    | Giappone    | 76    |